# Krzysztof Kawalec
Krzysztof Maria Kawalec (ur. 27 kwietnia 1954 we Wrocławiu) – polski historyk, specjalizujący się w historii myśli politycznej, historii Polski i powszechnej XIX-XX wieku; nauczyciel akademicki związany z Uniwersytetem Wrocławskim; pracownik Komisji Ścigania Zbrodni przeciwko Narodowi Polskiemu Instytutu Pamięci Narodowej.

## Życiorys
Urodził się w 1954 we Wrocławiu, z którym związał całe swoje życie prywatne i zawodowe. Ukończył tam kolejno szkołę podstawową oraz w 1973 IX Liceum Ogólnokształcące im. Juliusza Słowackiego. Po pomyślnie zdanym egzaminie maturalnym podjął studia dzienne na kierunku historia na Uniwersytecie Wrocławskim. Podczas studiów należał do jednych ze zdolniejszych studentów prof. Henryka Zielińskiego, a następnie był kontynuatorem zapoczątkowanych przezeń badań naukowych nad polską myślą polityczną XIX i zwłaszcza XX wieku. Po zdobyciu tytuły zawodowego magistra w 1978 został zatrudniony jako asystent w Instytucie Historycznym Uniwersytetu Wrocławskiego. Od chwili powstania NSZZ „Solidarność” na wrocławskim uniwersytecie w 1980 członek tego związku. W 1981 przebywał dwukrotnie na stażu naukowym w Instytucie Historii Uniwersytetu Warszawskiego oraz Instytucie Historii Uniwersytetu Jagiellońskiego.
W 1985 uzyskał na Uniwersytecie Wrocławskim stopień naukowy doktora nauk humanistycznych w zakresie historii na podstawie pracy pt. Obóz Narodowy wobec faszyzmu w latach 1922–1939, której promotorem był prof. Wojciech Wrzesiński. Wraz z nowym tytułem naukowym awansował na stanowisko adiunkta. W 1996 Rada Wydziału Nauk Historycznych i Pedagogicznych Uniwersytetu Wrocławskiego nadała mu stopień naukowy doktora habilitowanego nauk humanistycznych w zakresie historii o specjalności historia najnowsza na podstawie rozprawy nt. Wizje ustroju państwa w polskiej myśli politycznej lat 1918–1939. Niedługo potem objął stanowisko profesora nadzwyczajnego, a potem profesora zwyczajnego. W 2001 prezydent Polski Aleksander Kwaśniewski nadał mu tytuł profesora nauk humanistycznych. Aktualnie jest pracownikiem Zakładu Historii Polski i Powszechnej od XIX i XX wieku, którego jest kierownikiem od 2013, po przejściu na emeryturę prof. Teresy Kulak.
Poza działalnością naukowo-dydaktyczna na Uniwersytecie Wrocławskim jest Komisji do Oceny Podręczników Szkolnych Międzywydziałowych Komisji Interdyscyplinarnych Polskiej Akademii Umiejętności w Krakowie. 1 czerwca 2007 został wybrany naczelnikiem Delegatury Instytutu Pamięci Narodowej w Opolu. Od 2016 do 2021 pełnił obowiązki dyrektora Oddziału IPN we Wrocławiu.
W czerwcu 2020 minister kultury i dziedzictwa narodowego Piotr Gliński powołał go w skład Rady Programowej Instytutu Dziedzictwa Myśli Narodowej im. Romana Dmowskiego i Ignacego Jana Paderewskiego.

## Dorobek naukowy
W obszarze zainteresowań Krzysztofa Kawalca znajdują się m.in. dzieje doktryn politycznych oraz polskiej myśli politycznej, biografistyka historyczna, dzieje Narodowej Demokracji i wpływ kościoła katolickiego na życie polityczne w dwudziestoleciu międzywojennym.
Jest autorem kilkudziesięciu artykułów naukowych i kilku książek: m.in. dwóch biografii Romana Dmowskiego, a także wyróżnionego w 2002 przez Stowarzyszenia Wydawców Książki Historycznej nagrodą „Klio” dzieła pt. Spadkobiercy niepokornych. Dzieje polskiej myśli politycznej 1918-1939.